# Chiesa di San Vito (Cornedo all'Isarco)
La chiesa di San Vito (in tedesco Kirche St. Veit) è la parrocchiale patronale di Cornedo all'Isarco (Karneid) in Alto Adige. Appartiene al decanato di Bolzano-Sarentino e risale al XIV secolo.

## Descrizione
La chiesa è un monumento sottoposto a tutela col numero 15238 nella provincia autonoma di Bolzano.